# Cecidomyiidae

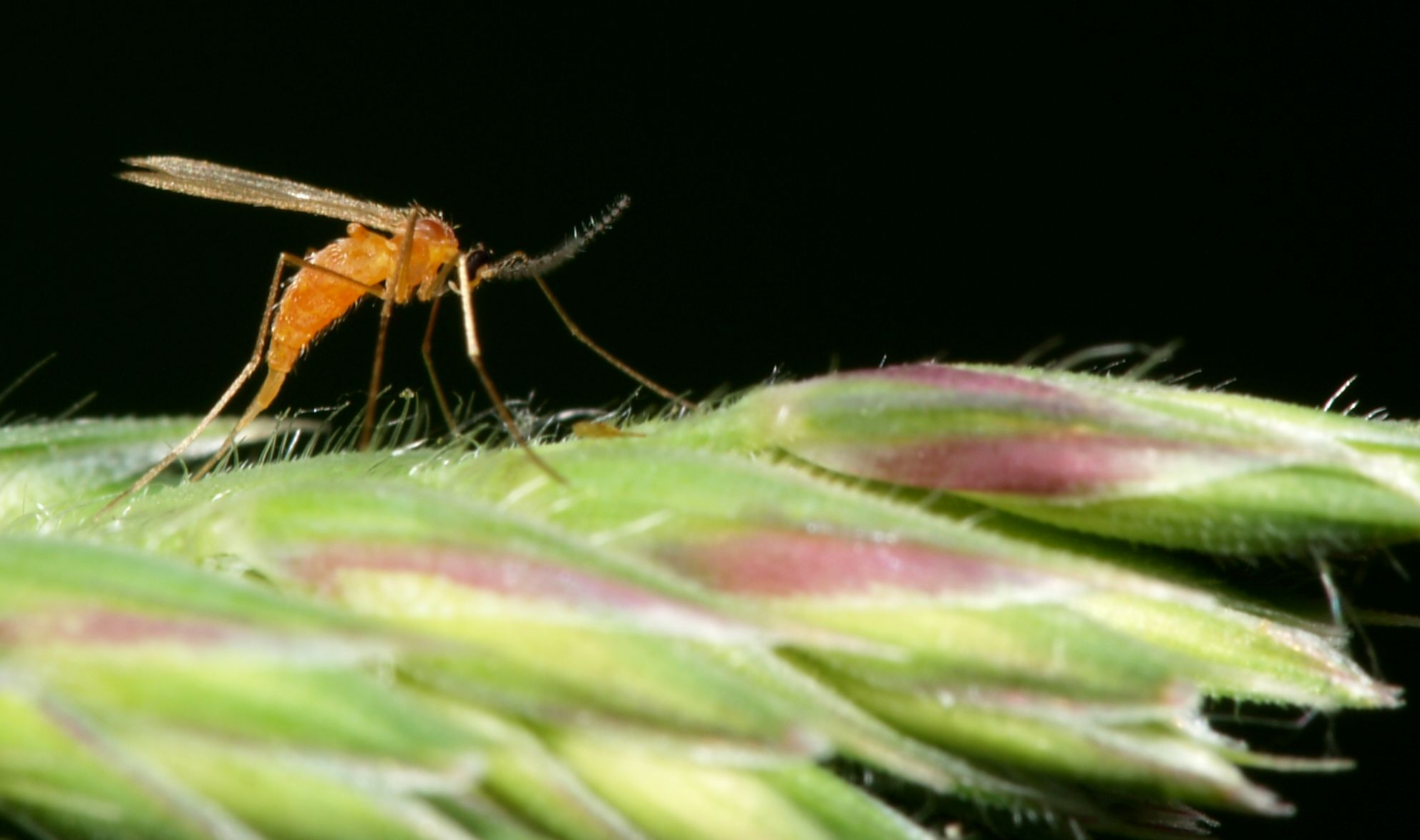
Cecidómido depositando huevos en una espiga de hierba.

Los cecidómidos (Cecidomyiidae, a veces escrita incorrectamente Cecidomyidae) son una familia de dípteros nematóceros conocidos como moscas de las agallas, porque las larvas de la mayoría de las especies se alimentan de los tejidos de plantas creando un crecimiento anormal, llamado agalla. De distribución mundial; hay más de 6000 especies. No deben ser confundidos con las avispas de las agallas (Cynipidae), que también forman agallas.

## Características
Son insectos delicados de entre 2 a 3 mm de longitud, algunos de menos de 1 mm. Se caracterizan por sus alas velludas, lo cual no es común en el orden Diptera y por sus largas antenas.

## Historia natural
Algunas tienen importancia económica porque constituyen serias plagas, especialmente la mosca de las agallas del trigo, Mayetiola destructor. Otras plagas importantes son la de la lenteja (Contarinia lentis), la mosquita de la alfalfa (Dasineura ignorata) en las leguminosas, la mosquita de las crucíferas (Dasineura brassicae) y la mosquita de las peras (Contarinia pyrivora); además de muchas otras.

Algunas otras especies son enemigos naturales de plagas de los cultivos. Sus larvas son depredadores o parasitoides de ciertas plagas. Sus presas más comunes son los pulgones (familia Aphididae) y los ácaros. Como las larvas de Cecidomyiidae no pueden recorrer largas distancias, generalmente se necesita una población grande de presas u hospederos para que las hembras depositen sus huevos. Por eso sólo se las suele ver cuando la población de la plaga ha alcanzado grandes números. En los Estados Unidos se usa una especie, Aphidoletes aphidimyza, en forma comercial para el control biológico de plagas de invernaderos.
Los cecidómidos también son conocidos por un interesante fenómeno de reproducción infantil, paedogénesis, en que la larva se reproduce sin llegar al estado adulto. Otro fenómeno aún más extraño es que en algunas especies las larvas hijas crecen dentro de la madre y la devoran para poder salir de ella.
Hay parasitoides de Cecidomyiidae de varias familias que limitan sus poblaciones incluyendo Braconidae (Opiinae, Euphorinae) y avispas calcidoides de Eurytomidae, Eulophidae, Torymidae, Pteromalidae, Eupelmidae, Trichogrammatidae y Aphelinidae. Muchos de ellos son potenciales controles biológicos.

## Sistemática

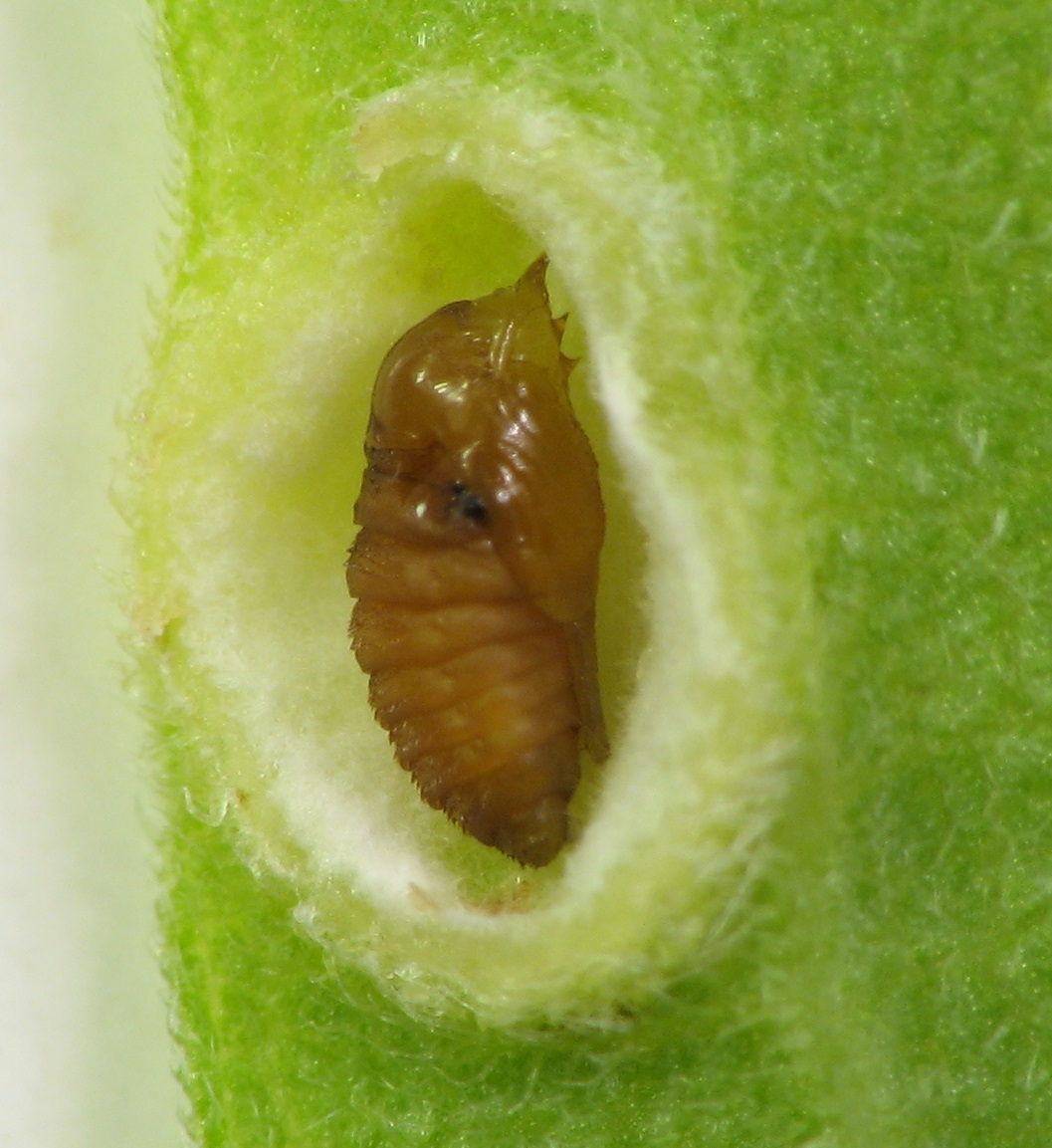
Asphondylia solidaginis, pupa en su agalla en Solidago sp.

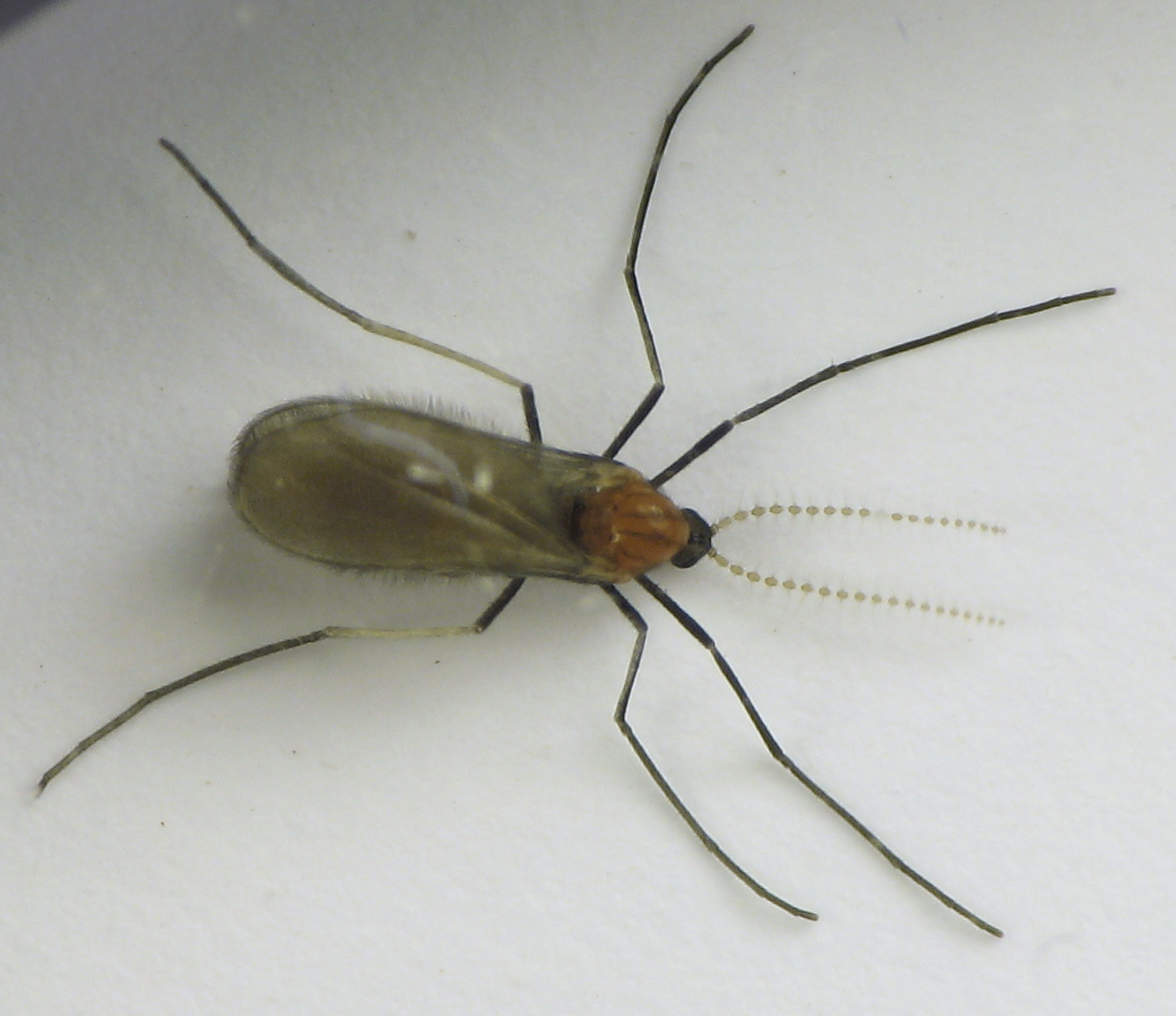
Rhopalomyia solidaginis

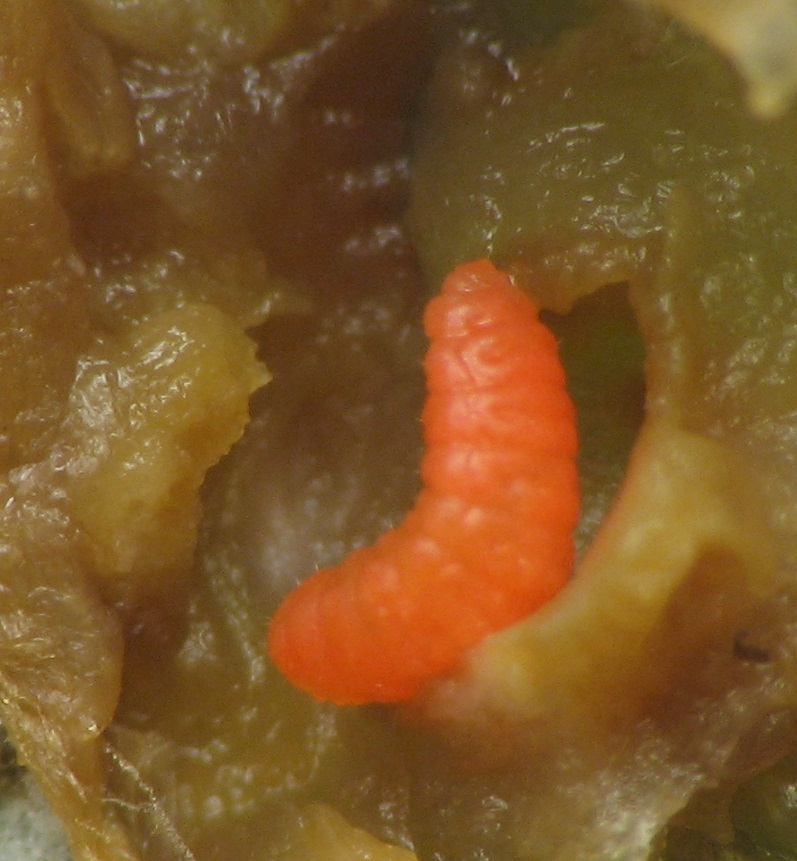
Vitisiella larva

Contiene más de 6000 especies. La subfamilia más numerosa es Cecidomyiinae. La clasificación de algunos grupos aun no está enteramente resuelta. 
- Cecidomyiinae
  - Alycaulini
  - Aphidoletini
  - Asphondyliini (incluye Polystephini y Schizomyiini)
  - Brachineurini
  - Cecidomyiini
  - Clinodiplosini
  - Kiefferiini
  - Lasiopterini
  - Ledomyiini
  - Lestodiplosini
  - Mycodiplosini
  - Oligotrophini
  - Rhizomyiini
  - Trotteriini
- Lestremiinae
  - Acoenoniini
  - Baeonotini
  - Campylomyzini
  - Catochini
  - Catotrichini
  - Forbesomyiini
  - Lestremiini
  - Micromyini (incluye Aprionini y Bryomyiini)
  - Peromyiini
- Porricondylinae
  - Asynaptini
  - Diallactiini
  - Dicerurini
  - Dirhizini
  - Heteropezini
  - Porricondylini (incluye Holoneurini)
  - Winnertziini